# H.I.S.
H.I.S. (株式会社エイチ・アイ・エス, Kabushiki-gaisha eichi ・ ai ・ esu) is een Japans reisbureau met hoofdkantoor in Shinjuku, Tokio. Het reisbureau is gespecialiseerd in de verkoop van low-budget pakketreizen en vliegtuigtickets naar verschillende landen. Het bedrijf werd in 1980 opgericht door Hideo Sawada onder de naam International Tours Co., Ltd. In 1990 werd de naam gewijzigd naar het huidige H.I.S. Co., Ltd.
H.I.S. heeft 227 vestigingen verspreid over heel Japan. Verder heeft het een netwerk van 68 vestigingen verspreid over 57 landen. In Europa heeft het kantoren in Duitsland, Frankrijk , Zwitserland, Oostenrijk, Spanje en het Verenigd Koninkrijk. H.I.S. heeft een meerderheidsaandeel in Orion Tour en is minderheidsaandeelhouder van Skymark Airlines. Tot de bezittingen van H.I.S. behoren ook het hotel Watermark in  Australië en een cruisemaatschappij, Cruise Planet.